# Cladosporium sphaerospermum
Cladosporium sphaerospermum je druh radiotrofní houby, plíseň z rodu Cladosporium.

## Historie
Popsána byla v roce 1886 Albertem Penzigem, který ji našel na rozkládajících se větvích a listech citrusů.

## Životní prostředí
Houba je schopná přežít v rozličných prostředích, z toho i v některých extrémních, jako je například radioaktivní chladicí nádrž havarované jaderné elektrárny Černobyl, kde radiace dlouhodobě až pětkrát převyšuje obvyklý průměr. Plíseň se zde dokonce rozrůstá směrem k radiaci, jelikož ji využívá pomocí pigmentu melaninu k přeměně na chemickou energii potřebnou k životu.

### Experimenty v kosmu
V roce 2020 proběhl třicetidenní experiment na Mezinárodní vesmírné stanici, kdy byla do stanice umístěna Petriho miska s živným roztokem. Polovina misky byla s touto plísní a polovina bez; přístroje po dvou minutách měřily úroveň radiace. Během experimentu bylo zjištěno, že houba prosperovala i v mikrogravitaci a dokázala se adaptovat i na radiaci přítomnou na nízké oběžné dráze. Její úroveň při tom houba snížila o 1,8 až 5 procent a tým, který experiment vedl, se tak má v plánu zabývat možností, zda by šlo tento poznatek využít k ochraně kosmonautů před radiací při případné cestě na Mars. V současném stavu a bez dalších vylepšení funkce houby by přinesl potřebnou míru ochrany kosmonautům štít silný 21 centimetrů, který by odfiltroval až 100 procent radiace.